# ユーリ・ソウザ・アウメイダ
ユーリ・マムチ（Yuri Mamute）ことユーリ・ソウザ・アウメイダ（ポルトガル語: Yuri Souza Almeida、1995年5月7日 - ）は、ブラジルのサッカー選手。ポジションはフォワード。

## 来歴
2011年、グレミオFBPAでプロデビュー。2014年にボタフォゴFRに期限付き移籍。2015年に帰還するとルイス・フェリペ・スコラーリ監督の下スターティングメンバーとなり、ホージェル・マシャド・マルケス監督の下で戦略的に重要な選手となった。しかし、同年7月に膝の靭帯を負傷し1ヶ月の離脱、その間にポジションを奪われた。
2016年1月、パナシナイコスFCに半年のレンタル移籍。レンタル料は10万ユーロで2016-17シーズンもレンタルする場合は20万ユーロとなった。また、2016年夏に完全移籍で買い取る場合は400万ユーロ、2017年夏に買い取る場合は700万ユーロのオプションがついた。3ヶ月を過ごした後、ニコラオス・カレリスの控えとして馴染めていないためにグレミオに復帰するのではないかとの報道がなされた。
2017年2月にカザフスタン・プレミアリーグのFCアクトベのトライアルに参加し、18日にレンタル移籍が決定した。
2020年1月24日、SC相模原に加入することが発表された。

## 個人成績
| 国内大会個人成績 | 国内大会個人成績 | 国内大会個人成績 | 国内大会個人成績 | 国内大会個人成績 | 国内大会個人成績 | 国内大会個人成績 | 国内大会個人成績 | 国内大会個人成績 | 国内大会個人成績 | 国内大会個人成績 | 国内大会個人成績 |
| 年度             | クラブ           | 背番号           | リーグ           | リーグ戦         | リーグ戦         | リーグ杯         | リーグ杯         | オープン杯       | オープン杯       | 期間通算         | 期間通算         |
| 年度             | クラブ           | 背番号           | リーグ           | 出場             | 得点             | 出場             | 得点             | 出場             | 得点             | 出場             | 得点             |
| 日本             | 日本             | 日本             | 日本             | リーグ戦         | リーグ戦         | リーグ杯         | リーグ杯         | 天皇杯           | 天皇杯           | 期間通算         | 期間通算         |
| ---------------- | ---------------- | ---------------- | ---------------- | ---------------- | ---------------- | ---------------- | ---------------- | ---------------- | ---------------- | ---------------- | ---------------- |
| 2020             | 相模原           | 9                | J3               | 22               | 5                | -                | -                |                  |                  |                  |                  |
| 2021             | 相模原           | 9                | J2               | 32               | 4                | -                | -                |                  |                  |                  |                  |
| 通算             | 日本             | 日本             | J2               | 32               | 4                | -                | -                |                  |                  |                  |                  |
| 通算             | 日本             | 日本             | J3               | 22               | 5                | -                | -                |                  |                  |                  |                  |
| 総通算           | 総通算           | 総通算           | 総通算           | 54               | 9                | 0                | 0                |                  |                  |                  |                  |

## タイトル
ブラジルU-20
- トゥーロン国際大会: 2013